# Hartkaiserbahn
De Hartkaiserbahn was een kabelspoorweg in Ellmau in de Oostenrijkse deelstaat Tirol. De lift is in 1972 gebouwd door Voëst-Alpine. De kabelbaan was 2317 meter lang en had een hoogteverschil van 706 meter. De kabelbaan had een gemiddelde stijging van 32% en de hoogste stijging was 46%. Het was de enige kabelspoorweg van de Skiwelt. Op maandag 6 april 2015 is de Hartkaiserbahn na 44 jaar dienst definitief gesloten. In de zomer van 2015 zal een nieuwe 10 persoon's gondelbaan gebouwd worden over het traject van de Hartkaiserbahn.

## Prestaties
De kabelbaan kon 12 meter per seconde gaan, en vervoerde in één keer 161 personen naar boven óf naar beneden. Dat deed hij dan in 4,3 minuten. Hiermee vervoerde hij in één uur 2070 personen. De kabel is 22 mm dik, maar op de plaatsen waar de trein de kabel raakt (zo'n 20 meter voor en achter trein) is de kabel 36 mm dik.
Het traject kende een enkelspoor, maar halverwege was een dubbele wissel met een klein stuk dubbel spoor aangelegd, zodat gelijktijdig gestarte opgaande en neergaande wagen elkaar konden passeren.

## Ombouw 1984
In 1984 was de Hartkaiserbahn omgebouwd. Onder andere een versterking van de technische installatie en twee nieuwe treinen zijn de grootste vernieuwing in dat jaar.